# 梅沙口岸
梅沙口岸（ばいさ こうあん）は中華人民共和国広東省深圳市塩田区と香港特別行政区新界の間に位置する出入国検査場。
1984年、国務院が沙頭角口岸の開放を決定し、同年8月15日より梅沙と香港沙田を連絡する旅客航路が開設された。しかし同年11月17日に利用者が増えないことより営業を休止、1985年6月に営業を再開したが、同年11月に再び営業休止となり、現在梅沙口岸は使用されていない。